# The Twilight Saga: New Moon
För boken med samma namn, se När jag hör din röst
The Twilight Saga: New Moon är en amerikansk film som hade premiär den 20 november 2009 i USA och släpptes i  Sverige på DVD den 20 mars 2010. Filmen är en uppföljare till Twilight och är liksom den baserad på en bokserie om Edwards och Bellas förbjudna kärlek, skrivna av Stephenie Meyer. Under premiärhelgen såg 175 006 personer i Sverige New Moon. Första dagen (20 november) slog filmen även världsrekord, den drog in 72,2 miljoner dollar i USA.

## Om filmen
Filmen spelades in i Vancouver, Kanada och i Montepulciano, Italien.

## Handling
Edward är allt för Bella – hon är beredd att offra sitt liv för honom. Men att vara kär i en vampyr är farligare än Bella någonsin hade kunnat föreställa sig. Edward har redan räddat henne ur klorna på en ondskefull vampyr men när deras kärlek hotar dem som de älskar inser det att deras problem bara har börjat...
Bella firar sin 18-årsdag hos vampyrfamiljen Cullen, där hon råkar skära sig på ett papper och börjar blöda. Jasper, familjen Cullens nyaste "vegetarian", tappar kontrollen och kastar sig över Bella. Edward inser att hans familj är farlig för Bella, så han bestämmer att de ska flytta. Bella blir förkrossad när Edward ger sig av.

## Skådespelare

### Familjen Cullen & Swan
- Kristen Stewart - Isabella "Bella" Swan (Människa)
- Robert Pattinson - Edward Cullen (Vampyr)
- Billy Burke - Charlie Swan (Människa)
- Peter Facinelli - Carlisle Cullen (Vampyr)
- Elizabeth Reaser - Esme Cullen (Vampyr)
- Jackson Rathbone - Jasper Hale (Vampyr)
- Nikki Reed - Rosalie Hale (Vampyr)
- Kellan Lutz - Emmett Cullen (Vampyr)
- Ashley Greene - Alice Cullen (Vampyr)

### Quileute-stammen
- Taylor Lautner - Jacob Black (Varulv)
- Gil Birmingham - Billy Black (Människa)
- Chaske Spencer - Sam Uley (Varulv)
- Alex Meraz - Paul (Varulv)
- Kiowa Gordon - Embry Call (Varulv)
- Tyson Houseman - Quil Ateara (Människa)
- Bronson Pelletier - Jared (Varulv)
- Tinsel Korey - Emily Young (Människa)
- Graham Greene - Harry Clearwater (Människa)

### Volturi (Vampyrer)
- Michael Sheen - Aro
- Christopher Heyerdahl - Marcus
- Jamie Campbell Bower - Ciaus
- Dakota Fanning - Jane
- Cameron Bright - Alec Volturi
- Charlie Bewley - Demetri
- Daniel Cudmore - Felix
- Noot Seear - Heidi

### Andra vampyrer
- Rachelle Lefevre - Victoria
- Edi Gathegi - Laurent

### Människor
- Justin Chon - Eric Yorkie
- Michael Welch - Mike Newton
- Christian Serratos - Angela Webber
- Anna Kendrick - Jessica Stanley